# Sarscypridopsis
Sarscypridopsis is een geslacht van kreeftachtigen uit de klasse van de Ostracoda (mosselkreeftjes).

## Soort
- Sarscypridopsis aculeata (Costa, 1847)